# سوق الذهب (دبي)
سوق الذهب (دبي) (بالإنجليزية: Dubai Gold Souk) ، هو سوق تقليدي في دبي، الإمارات العربية المتحدة. تأسس في العام 1940 على يد مجموعة من التجار من الهند وايران، يقع السوق في منطقة الأعمال التجارية في دبي في ديرة، في حي الضغاية.يتألف السوق من أكثر من 380 متجر تجزئة، معظمهم من تجار المجوهرات ومعظم هذه المتاجر قديمة منذ أربعة عقود، بينما البعض الآخر جديد. المنتجات الرئيسية للسوق تتكون من الذهب والبلاتين والماس والفضة.
سوق الذهب في دبي محاط بأسواق أخري مثل سوق السمك والخضار الذي يقع في شمال سوق الذهب وفي الجهة الأخري يوجد خور دبي الذي يقع بجوار سوق دبي للمنسوجات.
سيتم تجديد سوق الذهب في دبي وتطويره ليصبح مزارا سياحيا في دبي عن طريق إضافة خدمات متطورة تهم السياح والزوار.

## موسوعة غينيس للأرقام القياسية
دخل سوق الذهب في دبي موسوعة غينيس للأرقام القياسية بسبب عرض أكبر خاتم من الذهب وكان وزن الخاتم 64 كيلو جرام والخاتم كان مملوكا لشركة إماراتية تدعي طيبة.

## تأثير كوفيد-19 على السوق
تمّ إغلاق السوق في بداية أزمة فيروس كورونا المستجد وبعد أن قامت الإمارات بالسيطرة على انتشار الفيروس عاد السوق للعمل مرة أخرى في أبريل 2020 بقرار من اللجنة العليا لإدارة الأزمات والكوارث في دبي.

## أصحاب الهمم
يعتبر سوق الذهب مراعياً بمعظمه لأصحاب الهمم حيث تتميز الطريق إلى سوق الذهب بمجموعة من الأرصفة والمنحدرات التي يمكن لأصحاب الهمم استخدامها بسهولة ويضمّ مدخل السوق منحدراً جانبياً، وتتوفّر في الداخل مسارات كثيرة مستوية لتسهيل التنقّل بين المتاجر و تحتوي بعض المتاجر على مداخل من دون درج وأبواب واسعة، وبعضها ذات درجة واحدة أو أكثر.كماتتوفر دورة مياه عامة واسعة،تتطلّب صعود درجة واحدة صغيرة للدخول إليها.

## معرض الصور

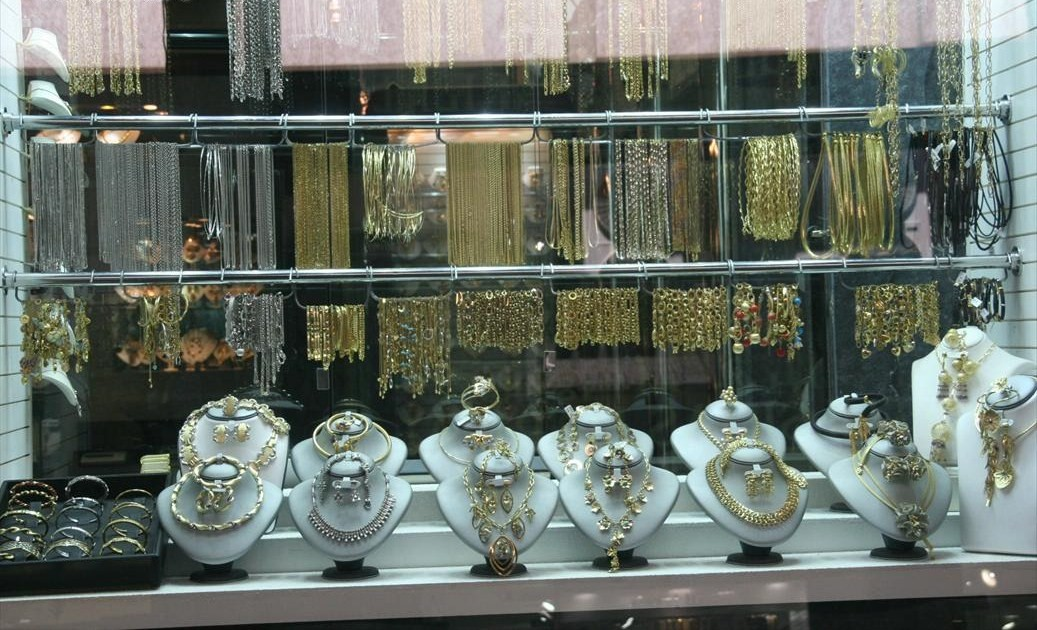
سوق الذهب (دبي)

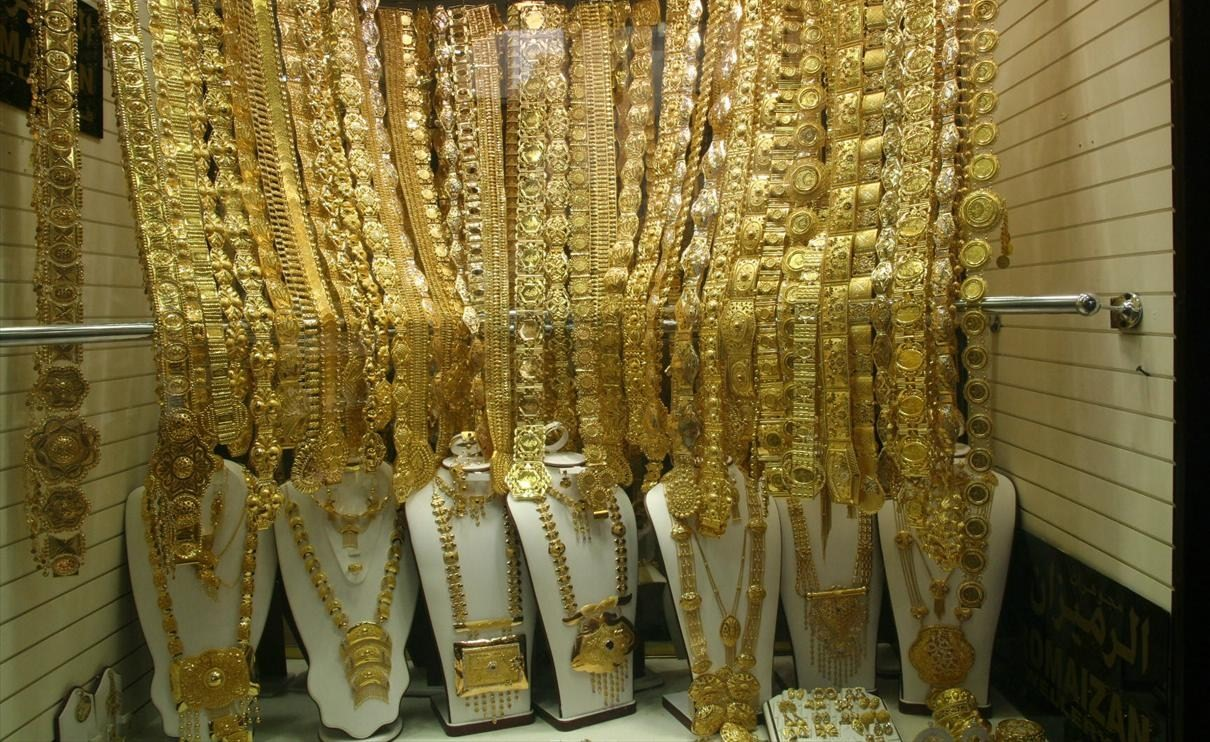

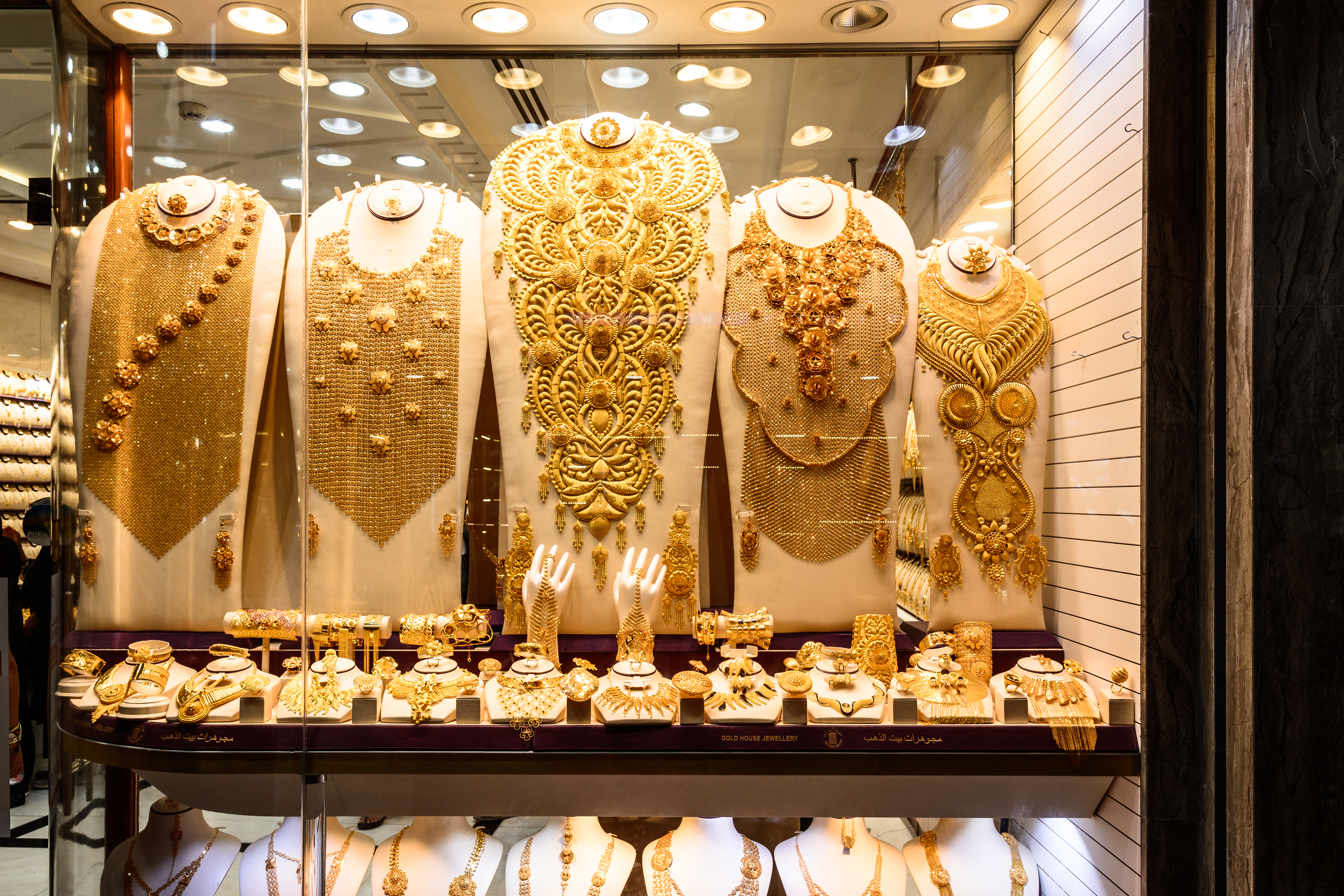

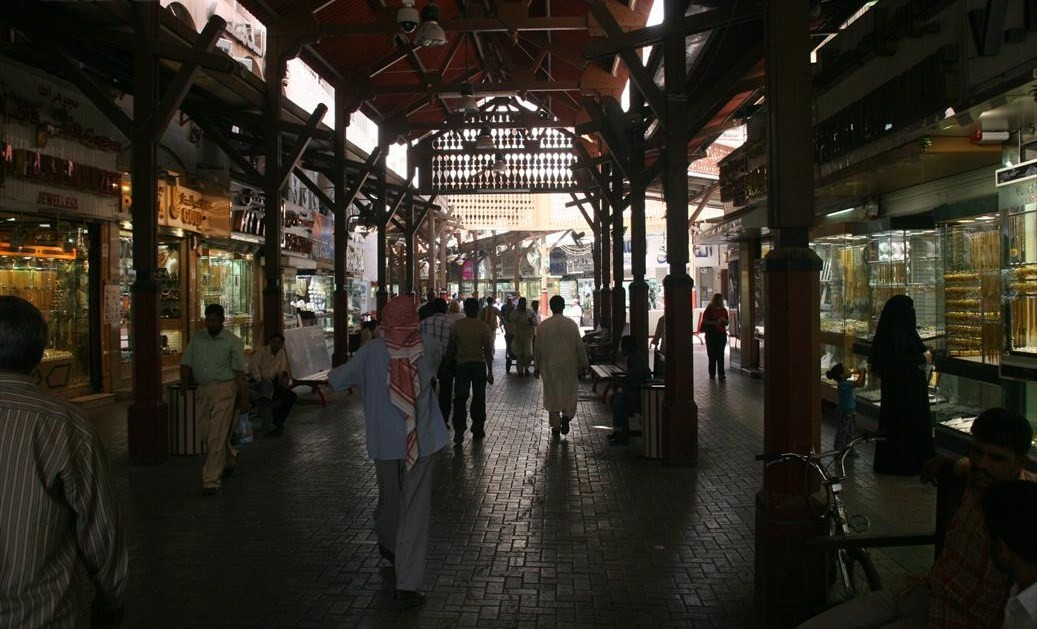

## روابط خارجية
- الموقع الرسمي
- سوق دبي للذهب في الأخبار نسخة محفوظة 5 نوفمبر 2018 على موقع واي باك مشين.
- دليل السفر دبي
- الذهب المستعمل في دبي
- سعر الذهب في دبي اليوم